# Општина Пожората (Сучава)
Пожората (рум. Pojorâta) општина је у Румунији у округу Сучава.
Oпштина се налази на надморској висини од 892 m.